# Jaroensiri Somhasurthai
Jaroensiri Somhasurthai (Thai: สมหฤทัย เจริญศิริ; * 15. November 1971 in Nakhon Pathom) ist eine ehemalige thailändische Badmintonspielerin.

## Sportliche Karriere
1992 startete Jaroensiri Somhasurthai erstmals bei Olympia im Dameneinzel. Dort gewann sie ihr Erstrundenmatch gegen Joy Kitzmiller aus den USA und auch das zweite Spiel gegen Christine Magnusson. Im Drittrundenspiel gegen Pernille Nedergaard war sie ebenfalls erfolgreich, verlor jedoch im Viertelfinale gegen Susi Susanti und wurde somit Fünfte. Bei Olympia 1996 scheiterte sie bereits in Runde zwei und erreichte den 17. Platz.
National siegte sie erstmals bei den thailändischen Meisterschaften 1987 sowohl im Damendoppel mit Piyathip Sansaniyakulvilai als auch im Dameneinzel. Sieben weitere Einzeltitel, acht Doppeltitel und ein Mixedtitel folgten bis 1997. Im letztgenannten Jahr holte sie Bronze mit Saralee Thungthongkam bei den Südostasienspielen.